# Iusein Ibram
Iusein Ibram (n. 6 iulie 1953, Constanța, România – d. 27 ianuarie 2025) a fost un politician român de etnie turcă, reprezentant al acestei minorități în Parlamentul României din 2004 până la data decesului, în cadrul formațiunii politice Uniunea Democrată Turcă din România. În cadrul activității sale parlamentare, Iusein Ibram a fost membru în următorele grupuri parlamentare de prietenie:
- în legislatura 2004-2008: Republica Turcia, Republica Arabă Siriană, Republica Argentina;
- în legislatura 2008-2012: Republica Turcia, Republica Turkmenistan, Republica Azerbaidjan;
- în legislatura 2012-2016: Republica Turcia, Republica Azerbaidjan, Statul Qatar;
- în legislatura 2016-2020: Regatul Maroc, Statul Qatar, Republica Arabă Egipt, Republica Turcia.

## Ziua Limbii Turce
Ziua Limbii Turce, ca urmare a adoptării de către Parlamentul României a Legii nr. 223 din 17 noiembrie 2016, prin care se instituie ca Zi a Limbii Turce, ziua de 5 iunie. Conform legii inițiate de deputatul Iusein Ibram, anual, cu prilejul sărbătorii Zilei limbii turce în localitățile în care trăiesc menbri ai comunității turce se organizează manifestări culturale dedicate acestei sărbători. Autoritățile administrației publice centrale și locale, precum și organizațiile neguvernamentale interesate pot oferi sprijn logistic și/sau financiar, după caz, în organizarea manifestărilor dedicate acestei zile. De asemenea, atât Societatea Română de Radiodifuziune cât și Societatea Română de Televiziune pot include în programele lor emisiuni ori aspecte de la manifestările dedicate acestei sărbători. Conform articolului 3 al Legii nr. 223 din noiembrie 2016, „în instituțiile în care se predă limba turcă, în ziua de 5 iunie se pot organiza manifestări dedicate acestei sărbători”.